# Erwin Thalmann
Erwin Thalmann (* 29. Dezember 1944 in Menznau) ist ein ehemaliger Schweizer Radrennfahrer.

## Sportliche Laufbahn
Thalmann war im Strassenradsport aktiv. Als Amateur kam er 1968 in der Tour de l’Avenir auf den 4. Platz. Im Circuit des Mines wurde er hinter Fedor den Hertog Zweiter. In der Kaistenberg-Rundfahrt belegte er den zweiten Rang. In der nationalen Meisterschaft im Strassenrennen 1969 wurde er Dritter.
Von 1969 bis 1973 fuhr Thalmann als Berufsfahrer. 1970 siegte er in der Bergwertung der Tour de Romandie. In der nationalen Meisterschaft im Einzelzeitfahren 1970 wurde er Dritter, im Strassenrennen hinter dem Meister Kurt Rub Zweiter. 1972 wurde er Zweiter in der Vier-Kantone-Rundfahrt. Im Giro d’Italia 1970 wurde er 79. der Gesamtwertung.
Bei den Strassenradsport-Weltmeisterschaften 1968 wurde Thalmann 25. bei den Amateuren, bei Profis wurde er 1969 42., 1970 58., 1971 20., 1972 war er ausgeschieden. Die Tour de Suisse bestritt Thalmann viermal. 1969 wurde er 54., 1970 29., 1971 19. und 1972 31. im Endklassement.

## Familiäres
Er ist der ältere Bruder von Robert Thalmann, der ebenfalls Radprofi war.